# Che vuoi che sia
Che vuoi che sia è un film del 2016 diretto da Edoardo Leo.
La commedia ha per protagonisti lo stesso regista e Anna Foglietta, con Rocco Papaleo tra gli altri interpreti. Oltre a sottolineare il noto problema di come sia difficile creare una famiglia per una giovane coppia in Italia, la pellicola mostra come la società attuale offra grandi opportunità grazie alla rete che però è uno strumento col quale fare molta attenzione.

## Trama
Claudio e Anna sono fidanzati e convivono in un appartamento nel centro di Milano. Lei è una professoressa di matematica precaria, lui un ingegnere informatico senza un impiego fisso. I due continuano a rimandare il progetto di un figlio nell'attesa che la loro situazione economica migliori. Grandi speranze vengono riposte in una piattaforma web ideata da Claudio, ma il crowdfunding lanciato per svilupparla non dà i risultati auspicati: la sua idea, sicuramente brillante, non cattura l'interesse degli utenti della rete. Una sera, uscito da una festa, complici alcol e delusione, Claudio registra un video che 'posta' per scherzo lanciando una sfida al "popolo di Internet" che pare interessato solo al sesso. In pratica promette che, se verrà raggiunta la cifra richiesta, lui e Anna si esibiranno in un video hard.
Inaspettatamente, la provocazione di Claudio ha un grande successo e non c'è modo di interrompere la raccolta o ritirare il video. Esso diventa virale e Anna, venutane a conoscenza, si indigna. Per questo perde momentaneamente il lavoro dopo di che, conscia di essere ormai pienamente coinvolta e realizzato che la cifra che si ricaverebbe potrebbe risolvere molti dei loro problemi, accetta la folle sfida con stupore del suo stesso fidanzato. Anna e Claudio diventano popolarissimi e raccolgono denaro anche dagli sponsor in attesa del giorno di chiusura della campagna di raccolta fondi, quando si sono impegnati a trasmettere in diretta streaming scene intime dalla loro camera da letto. I familiari, gli amici e l'opinione pubblica esercitano un'enorme pressione con i loro giudizi non sempre consapevoli della reale situazione a monte.
Di fatto, chiusa la raccolta e iniziata la ripresa del video, con addosso gli occhi di migliaia di curiosi donatori, i due si ritrovano diversi e Anna, presa coscienza della cosa, decide che non valga la pena andare avanti, vanificando tutto.
L'episodio determina una rottura, con Claudio che decide di andare a lavorare in un negozio con il bizzarro padre e Anna che, passata la bufera, riprende il suo lavoro di insegnante. I due però non riescono a stare separati per molto essendoci comunque ancora un sentimento profondo e una passione non ancora spenti. Alla fine, ritornano insieme e, dopo aver fatto l'amore, Anna pensa di essere rimasti finalmente incinta. La pellicola si conclude con la pubblicazione del video in cui si sono congiunti, da parte di un tecnico informatico a cui Claudio aveva portato il suo telefonino rotto in cui si era attivata, a sua insaputa, la funzione di videoregistrazione.

## Colonna sonora
- Le musiche originali sono di Gianluca Misiti
- Nel film ricorre il successo Per un'ora d'amore dei Matia Bazar (anno 1976)
- Il brano della scena della discoteca e dei titoli di coda è Class Historian dei Broncho (2014)

## Promozione
Il primo teaser trailer è stato distribuito il 27 settembre 2016. L'8 ottobre successivo è uscito il trailer definitivo.

## Distribuzione
È uscito nelle sale italiane il 9 novembre 2016.

## Riconoscimenti
- 2017 – Globo d'oro
  - Candidatura a Migliore commedia a Edoardo Leo[7]